# Гурень
Гурень, Гурені (рум. Gureni) — село у повіті Горж в Румунії. Входить до складу комуни Пештішань.
Село розташоване на відстані 252 км на захід від Бухареста, 20 км на північний захід від Тиргу-Жіу, 106 км на північний захід від Крайови.

## Населення
За даними перепису населення 2002 року у селі проживали 429 осіб, з них 428 осіб (99,8%) румунів. Рідною мовою 428 осіб (99,8%) назвали румунську.